# Potwierdzone Info
 Potwierdzone Info – polska supergrupa hip-hopowa współtworzona przez raperów Tedego i Dioxa oraz producenta Sir Micha. Powstała w 2013 roku w Warszawie, a 14 października nakładem oficyny Prosto ukazał się jej jedyny album Przypadek? #niesondze.

## Dyskografia
| Rok  | Dane dot. albumu                                                     | Pozycja na liście |
| Rok  | Dane dot. albumu                                                     | POL               |
| ---- | -------------------------------------------------------------------- | ----------------- |
| 2013 | Przypadek? #niesondze - Data: 14 października 2013 - Wydawca: Prosto | 5                 |

## Teledyski
| Rok  | Tytuł                                       | Reżyseria                           | Album                 | Źródło |
| ---- | ------------------------------------------- | ----------------------------------- | --------------------- | ------ |
| 2013 | „Jestem stąd”                               | Bartosz „Zgrywus” Deja              | Przypadek? #niesondze | [ 4 ]  |
| 2013 | „Nowy rok” (gościnnie: DJ Kebs, DJ Falcon1) | Jasiek Gajdowicz                    | Przypadek? #niesondze | [ 5 ]  |
| 2013 | „KiedyGietySą”                              | Jasiek Gajdowicz                    | Przypadek? #niesondze | [ 2 ]  |
| 2013 | „Mefedron”                                  | Maciej Szupica, Krzysztof Kiziewicz | Przypadek? #niesondze | [ 6 ]  |